# Murphy's Law (banda)
Murphy's Law é uma banda americana de New York hardcore com fortes influências do street-punk/oi!, formada em 1983 na cidade de Nova Iorque. 
A banda teve durante todos esses anos de carreira várias alterações na formação dos integrantes que consistiu em membros de bandas como Skinnerbox, Danzig, The Bouncing Souls, Mucky Pup, Dog Eat Dog, Hanoi Rocks, Agnostic Front, e D Generation mas mantendo até hoje o vocalista e fundador da banda, Jimmy Gestapo .
Seu álbum de 1991, The Best of Times, apresenta aparências e produção de membros da banda Fishbone. Jimmy G é também um diretor na New York Hardcore Tattoos, no Lower East Side em Manhattan.

## Discografia

### Álbuns
- Bong Blast demo (1983, Spliff Records)
- s/t demo c/6 músicas (1985)
- Murphy's Law (1986, Profile Records)
- Back with a Bong! (1989, Profile Records)
- The Best of Times (1991, Relativity Records)
- Dedicated (1996, Another Planet)
- The Party's Over (2001, Artemis Records)
- Beer, Smoke, and Live (2002, P.O.P. Records)
- Covered (2005, NYHC Tattoos Records)

### Singles & EPs
- Monster Mash (1991, Relativity Records – 7" single)
- Good for Now EP (1993, We Bite Records - 7" EP)
- My Woman from Tokyo (1995 - Somente no Japão, 7" split single)
- "What Will the Neighbors Think?" / "Reefer Man" (1996, Another Planet – 7" single)
- Genkika (1996 – Somente no Japão, 7" split single)
- "Kansai Woman" (Murphy's Law) / "Tea Time" (Droop) (1996, Japan Overseas – Somente no Japão, 7" single, split c/Droop)
- Quality of Life (1998, NG Records – 7" split single)

### Coletâneas e Reedições
- Murphy's Law / Back With A Bong! (1994, Another Planet)
- The Best of Times / Good for Now (2000, Artemis Records)
- The Best (2005, NYHC Tattoos Records)

### Compilações
- Funky Metal (1991, Intercord Record Service)
- Sunday Matinee: The Best Of NY Hardcore (1994, Another Planet Records)
- Piranha - Music That Bites! (1996, Virgin Schallplatten GmbH - 2xCD)
- How to Start A Fight (1996, Side One Dummy Records)
- Show & Tell - A Stormy Remembrance Of TV Themes (1997, Which? Records)
- Creepy Crawl Live (1997, Another Planet)
- Music to Kill For (1998, Triple Crown Records)
- City Rockers: A Tribute to the Clash (1999, Side One Dummy Records)
- Never Mind the Sex Pistols: Here's the Tribute (2000, Radical Crown Records)
- Under the Influence - A Tribute to The Clash, The Cure, and The Smiths (2001, Triple Crown Records)
- The World Wide Tribute to the Real Oi, Vol. 2 (2001, Knock Out Records)
- JägerMusic, Vol. 2 (2002, JägerMusic Records)
- Warped Tour 2002 Compilation (2002, Side One Dummy Records - 2xCD)
- Eastpak's Pro Punkrocker 2 (2003, 11pm Recordings - 2xCD)